# Джей Ті Міллер
Джей Ті Міллер (англ. J. T. Miller, нар. 14 березня 1993, Іст-Палестин, Огайо) — американський хокеїст, центральний нападник клубу НХЛ «Тампа-Бей Лайтнінг».

## Ігрова кар'єра
Хокейну кар'єру розпочав 2009 року потрапивши до системи з розвитку юніорського хокею США.
2011 року був обраний на драфті НХЛ під 15-м загальним номером командою «Нью-Йорк Рейнджерс». Відігравши сезон за юніорську команду «Плімут Вейлерс» (ОХЛ) два наступних сезона провів у складі «Коннектикут Вейл».
7 лютого 2013 дебютував за клуб НХЛ «Нью-Йорк Рейнджерс» у переможному матчі 4–1 проти «Нью-Йорк Айлендерс» двічі відзнавчився в тій грі голами у воротах Євгена Набокова.
Наступні два сезони він провів як в складі «Рейнджерс» так і в фарм-клубі «Гартфорд Вулвс Пек».
У матчі Зимової класики НХЛ 2018 Джей відзначився переможним голом 3–2 у ворота «Баффало Сейбрс». 26 лютого 2018 Міллера разом з Раєном Мак-Донафом обміняли до клубу «Тампа-Бей Лайтнінг».
13 березня 2018 Джей відзначився першим хет-триком у матчі проти «Оттава Сенаторс». 26 червня 2018 уклав п'ятирічний контракт з «Лайтнінг».

## На рівні збірних
У складі юніорської збірної США став чемпіоном світу 2011.
У складі молодіжної збірної США став чемпіоном світу 2013.
На Кубку світу 2016 виступав у складі збірної Північної Америки.

## Статистика

### Клубні виступи
| Сезон        | Клуб                 | Ліга         | Регулярний сезон | Регулярний сезон | Регулярний сезон | Регулярний сезон | Регулярний сезон | Плей-оф | Плей-оф | Плей-оф | Плей-оф | Плей-оф |
| Сезон        | Клуб                 | Ліга         | І                | Г                | П                | О                | ШХ               | І       | Г       | П       | О       | ШХ      |
| ------------ | -------------------- | ------------ | ---------------- | ---------------- | ---------------- | ---------------- | ---------------- | ------- | ------- | ------- | ------- | ------- |
| 2009–10      | США                  | ХЛСШ         | 29               | 5                | 7                | 12               | 32               | —       | —       | —       | —       | —       |
| 2010–11      | США                  | ХЛСШ         | 21               | 3                | 12               | 15               | 48               | —       | —       | —       | —       | —       |
| 2011–12      | «Плімут Вейлерс»     | ОХЛ          | 61               | 25               | 37               | 62               | 61               | 13      | 2       | 8       | 10      | 18      |
| 2011–12      | «Коннектикут Вейл»   | АХЛ          | —                | —                | —                | —                | —                | 8       | 0       | 1       | 1       | 2       |
| 2012–13      | «Коннектикут Вейл»   | АХЛ          | 42               | 8                | 15               | 23               | 29               | —       | —       | —       | —       | —       |
| 2012–13      | «Нью-Йорк Рейнджерс» | НХЛ          | 26               | 2                | 2                | 4                | 8                | —       | —       | —       | —       | —       |
| 2013–14      | «Нью-Йорк Рейнджерс» | НХЛ          | 30               | 3                | 3                | 6                | 18               | 4       | 0       | 2       | 2       | 2       |
| 2013–14      | «Гартфорд Вулвс Пек» | АХЛ          | 41               | 15               | 28               | 43               | 47               | —       | —       | —       | —       | —       |
| 2014–15      | «Гартфорд Вулвс Пек» | АХЛ          | 18               | 6                | 9                | 15               | 12               | —       | —       | —       | —       | —       |
| 2014–15      | «Нью-Йорк Рейнджерс» | НХЛ          | 58               | 10               | 13               | 23               | 23               | 19      | 1       | 7       | 8       | 2       |
| 2015–16      | «Нью-Йорк Рейнджерс» | НХЛ          | 82               | 22               | 21               | 43               | 46               | 5       | 0       | 3       | 3       | 4       |
| 2016–17      | «Нью-Йорк Рейнджерс» | НХЛ          | 82               | 22               | 34               | 56               | 21               | 12      | 0       | 3       | 3       | 21      |
| 2017–18      | «Нью-Йорк Рейнджерс» | НХЛ          | 63               | 13               | 27               | 40               | 28               | —       | —       | —       | —       | —       |
| 2017–18      | «Тампа-Бей Лайтнінг» | НХЛ          | 19               | 10               | 8                | 18               | 12               | 17      | 2       | 6       | 8       | 15      |
| 2018–19      | «Тампа-Бей Лайтнінг» | НХЛ          | 75               | 13               | 34               | 47               | 30               | 4       | 0       | 2       | 2       | 0       |
| Усього в НХЛ | Усього в НХЛ         | Усього в НХЛ | 435              | 95               | 142              | 237              | 186              | 58      | 3       | 23      | 26      | 44      |

### Збірна
| Рік                | Команда            | Турнір             | Місце              | І  | Г  | П  | О  | ШХ |
| ------------------ | ------------------ | ------------------ | ------------------ | -- | -- | -- | -- | -- |
| 2010               | США                | U17                | 1                  | 6  | 5  | 4  | 9  | 28 |
| 2011               | США                | ЮЧС18              | 1                  | 6  | 4  | 9  | 13 | 6  |
| 2012               | США                | МЧС                | 7-е                | 6  | 2  | 2  | 4  | 0  |
| 2013               | США                | МЧС                | 1                  | 7  | 2  | 7  | 9  | 2  |
| 2016               | Північна Америка   | КС                 | 5-е                | 1  | 0  | 0  | 0  | 0  |
| Молодіжна збірна   | Молодіжна збірна   | Молодіжна збірна   | Молодіжна збірна   | 25 | 13 | 22 | 35 | 36 |
| Національна збірна | Національна збірна | Національна збірна | Національна збірна | 1  | 0  | 0  | 0  | 0  |